# Oreophryne biroi
Oreophryne biroi és una espècie de granota que viu a Papua Nova Guinea i Indonèsia.